# Bernhardine Sophia von Ostfriesland und Rietberg
Bernhardine Sophia von Ostfriesland und Rietberg (* 1654; † 14. August 1726 auf Schloss Styrum) war Fürst-Äbtissin des Stifts Essen.

## Leben
Bernhardine Sophie war das jüngste von fünf Kindern des Grafen von Rietberg, Johann IV. (1618–1660) und Anna Katharina Ernestine von Salm-Reifferscheid. Über ihre Jugend ist wenig bekannt. Als sie sechs Jahre alt war, starb ihr Vater. Ihre Mutter bereitete sie danach auf ein Leben im Stift vor. Später wurde sie mit ihrer Schwester in das hochadelige Stift Essen aufgenommen. Ihr Bruder, Franz Adolf war Domherr in Köln, Paderborn und Straßburg. 1688 wurde sie im Stift Vreden zur Pröbstin, und am 5. April 1691 zur Äbtissin des Stiftes in Essen gewählt, wo bereits ihre Tante Anna Salome von Salm-Reifferscheidt Fürst-Äbtissin gewesen war. In ihren letzten Lebensjahren hielt sie sich oft auf Schloss Styrum, heute in der Stadt Mülheim an der Ruhr gelegen, auf, um dort in Stille zu leben. Dort verstarb sie am 14. August 1726. Sie wurde in der Katakombe des Schlosses beigesetzt.